# 登立町
登立町（のぼりたてまち）は熊本県の天草諸島、大矢野島に存在していた町。

## 歴史
- 1868年（明治元年）12月末 - 戸数575戸、人口4403人[1]
- 1874年（明治7年） - 上村の一部（千束蔵々島）が編入。
- 1881年（明治14年） - 千束蔵々島が維和村に分立。
- 1889年（明治22年）4月1日 - 町村制の施行に伴い、天草郡登立村が単独で自治体を形成。（戸数961戸、人口5300人）[1]
- 1924年（大正13年）4月1日 - 町制施行に伴い登立町となる。
- 1954年（昭和29年）4月1日 - 登立町が湯島村・上村・中村・維和村と合併して大矢野町が発足。